# محمد اللوز
محمد اللوز (1959 - 23 أكتوبر 2019م)، هو فنان مغني وشاعر وممثل مغربي وأحد مؤسسي فرقة «التكادة» الموسيقية، ويُعد اللوز أحد أبرز الأسماء الشعبية التي تألقت رفقة المجموعات الغنائية، إذ بدأ مساره الفني مطلع السبعينيات من القرن العشرين مع مجموعة “الجواد” إلى غاية 1975، بعدما أصبح صيته وحضوره في الساحة الفنية بارزا، قبل أن يلتحق بتجربة مجموعة “تكادة” رفقة مؤسسيها. كما زاول الفنان اللوز المسرح مع مجموعة تكادة، كما كان له حضور في مسلسلات تلفزيونية ممثلا ومعدا للجينيريك. وفي مطلع التسعينيات من القرن العشرين إنفصل اللوز عن تكادة وأسس فرقته الخاصة «مجموعة اللوز».

## وفاته
توفي فجر يوم الأربعاء 23 أكتوبر 2019 في بيته في حي السلام بمدينة الدار البيضاء عن عمر يناهز 60 عاما، بعد صراع طويل مع مرض سرطان البنكرياس والسكري.

## من أعماله

### موسيقى
- يعلم الله آش كاين (أغنية).

### المسرح
- عبو والريح (مسرحية).
- حلوف كرموس (مسرحية).
- شرح ملح (مسرحية).
- الحيحة نوفو موديل (مسرحية).

### تلفزيون
- دار مي هنية (مسلسل).
- دار الخواتات (مسلسل).
- لخبار فراسك (مسلسل).

### سينما
- جوق العميين (فيلم).

## الجوائز والتكريمات
1987: مع فرقة تكادة حصل على الرتبة الثالثة في مهرجان الإيقاع الدولي بالهند.

## وصلات خارجية
- (فيديو): جنازة الفنان محمد اللوز